# فریتز وزل
فریتز وزل (انگلیسی: Fritz Wetzel; ۱۲ دسامبر ۱۸۹۴ – ۱۹ ژانویهٔ ۱۹۸۲) بازیکن فوتبال اهل آلمان بود.
وی همچنین در تیم ملی فوتبال آلمان بازی کرده‌است.